# 中国人民解放军〇八一基地
中国人民解放军〇八一基地，位于湖北省枝江市，隶属中国人民解放军陆军。

## 简介
该基地设在湖北省宜昌市东部的枝江市。前身是中国人民解放军总参谋部兵种部〇八一基地，隶属中国人民解放军总参谋部兵种部，下设防化兵部、行政管理科等部门。2003年12月中国人民解放军总参谋部兵种部撤销，并入新组建的中国人民解放军总参谋部军训和兵种部；2011年12月21日，中国人民解放军总参谋部军训和兵种部改编成立中国人民解放军总参谋部军训部。该基地随之改称中国人民解放军总参谋部〇八一基地，下设总参谋部〇八一基地医院等部门及单位。2016年，在深化国防和军队改革中，中国人民解放军〇八一基地转隶中国人民解放军陆军。